# Sideròtil
El sideròtil és un mineral de la classe dels sulfats que pertany al grup de la calcantita. Rep el seu nom del grec sideros (ferro), i tilos (fibra), en al·lusió a la seva composició i al seu hàbit.

## Característiques
El sideròtil és un sulfat de fórmula química Fe(SO₄)(H₂O)₄·H₂O. Cristal·litza en el sistema triclínic. La seva duresa a l'escala de Mohs és 2,5.
Segons la classificació de Nickel-Strunz, el sideròtil pertany a «07.CB: Sulfats (selenats, etc.) sense anions addicionals, amb H₂O, amb cations de mida mitjana» juntament amb els següents minerals: dwornikita, gunningita, kieserita, poitevinita, szmikita, szomolnokita, cobaltkieserita, sanderita, bonattita, aplowita, boyleïta, ilesita, rozenita, starkeyita, drobecita, cranswickita, calcantita, jôkokuïta, pentahidrita, bianchita, chvaleticeïta, ferrohexahidrita, hexahidrita, moorhouseïta, niquelhexahidrita, retgersita, bieberita, boothita, mal·lardita, melanterita, zincmelanterita, alpersita, epsomita, goslarita, morenosita, alunògen, metaalunògen, aluminocoquimbita, coquimbita, paracoquimbita, romboclasa, kornelita, quenstedtita, lausenita, lishizhenita, römerita, ransomita, apjohnita, bilinita, dietrichita, halotriquita, pickeringita, redingtonita, wupatkiïta i meridianiïta.

## Formació i jaciments
Es pot formar deguta a la deshidratació de la melanterita cúprica. Va ser descoberta a la mina Idria, a la localitat d'Idrija, a Eslovènia, on sol trobar-se associada a la melanterita. Als territoris de parla catalana ha estat trobada al Sot de les mines, a Santa Creu d'Olorda (Barcelonès), província de Barcelona.